# Agnicourt-et-Séchelles
Agnicourt-et-Séchelles là một xã ở tỉnh Aisne, vùng Hauts-de-France thuộc miền bắc nước Pháp.